# De consideratione quintae essentiae

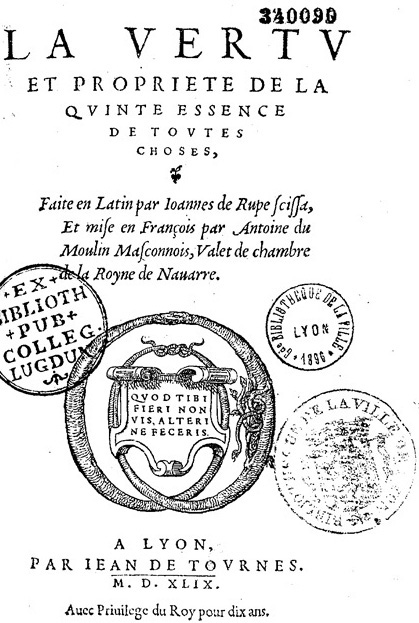
Traduction française de De consideratione quintae essentiae rerum omnium

De consideratione quintae essentiae rerum omnium,, est un ouvrage d’alchimie médicale écrit en latin dans les années 1351-1352 par le franciscain Jean de Roquetaillade (Joannes de Rupescissa). Il mentionne l'année 1348 (Lib. II, cap. XIX), donc le texte est postérieur à cette date. Il mentionne également ses emprisonnements, qui ont commencé en 1344. Cet écrit, connu par plus de 200 manuscrits des XIVe – XVIe siècles, fut traduit dans pas moins de sept langues dont le français (publié en 1549 par Antoine du Moulin). Le texte fut repris dans De secretis naturae faussement attribué à Raymond Lulle, si bien que les doctrines de Roquetaillade se diffusèrent aussi sous le nom de Lulle.
Dans ses recherches alchimiques commencées à l'université de Toulouse, le mystique visionnaire, Jean de Roquetaillade, ne cherche pas le perfectionnement des métaux afin de les transmuter en or mais à produire une substance qu’il appelle la « quinte essence » (la « cinquième essence ») qui soit capable de conserver le corps en bonne santé et de guérir des maladies. Il fait subir une « torsion prophétique, eschatologique » à l’art alchimique, en lui définissant un nouvel objet : « la quête de la santé éternelle, la quête du salut et la rénovation du monde, sur fond apocalyptique » (Antoine Calvet). Avec R. P. Multhauf et Robert Halleux, on peut créditer Jean de Roquetaillade d’avoir inauguré une nouvelle discipline d’« (al)chimie médicale », un genre de la littérature alchimique moderne consacré à la santé humaine, qui sera poursuivit par les apothicaires alchimistes du XVIe siècle, pour aboutir aux siècles suivants à la pharmacologie moderne (Leah De Vun).
La Quinte essence type est une substance obtenue en deux étapes : 1) des distillations successives du vin, donnant une eau ardente (ou eau-de-vie) rectifiée 2) suivies d’une « distillation circulaire » afin de la « séparer de la corruption des quatre éléments ». Cette substance non « sujette à la corruption des quatre éléments », une fois absorbée, renforce la « racine de vie », le « principe de vie » qui est en nous et « nourrit la vertu de la vie ». L'arrière plan de cette théorie de la quintessence remonte à l'élixir de longue vie de Roger Bacon (1214-1294) et d'Arnaud de Villeneuve (1240-1311). Par contre l'assimilation de cet élixir à l'eau-de-vie (rectifiée au vaisseau circulatoire) et au cinquième élément d'Aristote paraît être une idée personnelle de Roquetaillade.
Une fois l'assimilation faite entre la Quinte essence tirée de l'eau ardente et le Ciel, Roquetaillade la systématise à toutes les substances tirées par des procédures alchimiques de la  materia medica. Il donne les recettes pour séparer dans les minéraux et les plantes médicinales la partie céleste, active, qui magnifie leurs vertus médicinales. En tirant la Quinte essence d’une plante médicinale, il peut disposer d’un remède exaltant ses propriétés médicinales au point qu’« elle sera cent fois meilleure, par le moyen de la Quinte essence » répète-il.
En associant au Ciel ces distillats, Jean de Roquetaillade leur donne un statut prestigieux, qui va retenir l’attention des apothicaires et médecins de la Renaissance. À la suite de Hieronymus Brunschwig, Philipp Ulstad, Paracelse et Andreas Libavius, ces nouveaux (al)chimistes médicaux, tous influencés par la théorie de la quintessence de Roquetaillade, vont distiller systématiquement toutes les matières médicales et tirer de leurs pratiques un savoir qui débouchera sur la pharmacologie chimique et la chimie moderne.

## Les franciscains alchimistes
Dans l’histoire de l’alchimie aux XIIIe – XIVe siècles, de nombreux franciscains se sont distingués par des contributions notables à l’alchimie. Antoine Calvet cite : Bonaventura da Iseo (en) (?-1250), Paul de Tarente (XIIe siècle), Roger Bacon (1220-1292), Vital du Four (1260-1327), Élie de Cortone (1180-1253), le laïc spirituel Arnaud de Villeneuve (1235-1313), Duns Scot (1266-1306) et bien sûr Jean de Roquetaillade (1310-1370). Certains historiens, comme Lynn Thorndike, se sont étonnés que les franciscains, adeptes de la sainte pauvreté, se soient pris de passion pour la transmutation des métaux en or. Pourtant même au côté de François d’Assise, un personnage important comme Élie Bonusbaro, dit de Cortone ou d’Assise, nommé par François à la tête de l’Ordre des Frères mineurs de 1221 à 1227 et de 1232 à 1239 encouragea l’activité alchimique dans l’ordre à la condition expresse de ne pas en faire commerce d’argent.
En fait, nous verrons que pour Jean de Roquetaillade, les techniques alchimiques servent à fournir à ses frères « les pauvres hommes évangélisans », des remèdes contre les maladies et pour prolonger la jeunesse. Lui, le franciscain « qui méprise les richesses pour amour de l’Évangile », lui, dont les prophéties contre « les princes, les forts et les riches [qui] se sont faits les compagnons des voleurs…les plus grands prélats [qui] sont assoiffés et avides d’argent comme une femme corrompue » (Bognani Odier p. 219) lui valurent de passer 20 ans de sa vie en prison, déclare à la fin du chapitre I de ‘’De Quintae essentiae : « Je proteste [déclare solennellement] devant tous les hommes évangélisans, en prenant Dieu à témoin, que si par l'instigation du diable ils tombent aux œuvres d'alchimie, soudainement ils seront réprouvés » (QE, p. 110)

## De consideratione quintae essentiae rerum omnium
De consideratione quintae essentiae rerum omnium (abr. QE) « De la considération de la quinte essence de toutes choses » de Jean de Roquetaillade a été conservé dans trois manuscrits du XIVe siècle et deux cents manuscrits du XVe – XVIe siècles. Il fut imprimé à Bâle à la Renaissance par le médecin alchimiste Guillermo Grataloro (en 1561). Traduit dans pas moins de sept langues (en anglais, allemand, en italien et en catalan au XVe siècle, en français, en suédois et en tchèque au XVIe siècle), cet ouvrage connut une vogue remarquable en Europe. Une traduction en français, publiée en 1549 par Antoine du Moulin, est disponible en ligne dans Gallica et la BNAM.
L’œuvre inspira de nombreux ouvrages d’alchimie et de distillation de matières médicales jusqu’au XVIe siècle. Les doctrines de Rupescissa furent d’abord reprises dans le De secretis naturae, faussement attribuée à Raymond Lulle, si bien que la théorie de la quintessence fut attribuée par certains à Lulle.
L'alchimie de Roquetaillade a pour cadre théorique la cosmologie aristotélicienne, bordée par la théologie chrétienne. Pour Aristote, le Ciel composé d’éther est incorruptible alors que le monde sublunaire, régi par les quatre éléments, est soumis à la corruption. Le Ciel est composé d'éther qui plus tard fut connu sous le nom de « cinquième élément ». Jean de Roquetaillade affirme qu’il est possible de soustraire l’homme à la corruption grâce à de la Quinte essence, une substance « non sujette à la corruption des quatre éléments ».
L'ouvrage de Jean de Roquetaillade, De consideratione quintae essentiae  (abr.QE), est divisé en deux livres
- le premier traite de la théorie de la Quinte essence, des recettes pour la fabriquer et de ses propriétés,
- le second livre est un traité de pharmacologie alchimique, développant les emplois des substances décrites précédemment pour soigner divers troubles de santé, garder la santé ou retrouver la jeunesse.

### Livre I

#### L’alchimie médicale
Dans les premières pages, Jean de Roquetaillade donne ses motivations et sa finalité. Pour racheter les dix ans perdus à étudier la philosophie profane « ce par disputations vaines, et grand bruit de paroles inutiles » et afin d’obtenir maintenant des mérites pour l'au-delà, il se propose de révéler aux frères franciscains le moyen de guérir les maladies et d’éviter les « facheries de vieillesse ». Il prie Dieu « qu'il ne permette point que ce livre tombe entre les mains de ceux qui sont avaricieux, tyrans, et indignes, et qui en voudront user pour avoir argent: mais le permette à ceux qui sont bons, justes, saints, dignes, et parfaits ouvriers évangélisans, qui par le regard, miséricorde et pitié du seul Dieu en voudront user » (QE, p. 8). Il oppose donc radicalement les deux voies de l’alchimie, celle qui cherche à produire des richesses et celle qui cherche à produire des substances capables de garder en bonne santé ses frères franciscains adeptes de la pauvreté évangélique, les « pauvres hommes évangélisants » (vir pauper evangelice) selon son expression: « Car tout ainsi que les saints pourront continuer et prolonger plus fermement l'œuvre de Jésus-Christ par le moyen de ce livre, ainsi au contraire les tyrans, réprouvés et mondains en pourront abuser et persévérer en richesses et en méchancetés » (QE, p. 8). Il emploie d’ailleurs deux termes différents pour désigner ces voies : le terme « alchimie » (alkimie) est employé avec la connotation négative de quête avide de la richesse et le terme de « philosophie » est employé avec la connotation positive liée à l’usage des alchimistes occidentaux de s’autodésigner par le terme de « philosophe » depuis l’Antiquité gréco-égyptienne.
Jean de Roquetaillade reprend l’idée de Roger Bacon que la médecine des métaux peut prolonger la vie. Il se prend même à rêver que « ce serait chose fantastique… de chercher une chose qui puisse faire que notre corps qui est mortel soit immortel » (QE, p. 10). Mais pour les chrétiens, la seule vie éternelle se trouve après la mort, en présence de Dieu. Car Dieu a donné à chacun un terme à sa vie auquel on ne peut échapper par aucun moyen. L’élixir d’immortalité n’est pas possible dans le christianisme. Il ne reste plus qu’« à garder notre corps de putréfaction jusqu’au terme ordonné de Dieu…l’entretenir en santé ; & s’il est malade le guérir,& étant débilité ou quasi mort le restaurer jusques à tant que la mort préordonnée, selon le terme dit, vienne » (QE, p. 11).

#### La Quinte essence (tirée de l’eau ardente)
Quelles propriétés doit avoir cette substance qui garderait l’homme en bonne santé jusqu’à son terme inéluctable ? « Or la raison nous démontre, que c'est chose vaine et fantastique de vouloir conserver un corps corruptible, par le moyen d'une chose pourrie et sujette à corruption: et l'embellir d'une chose sujette à devenir flétrie et laide:…et guérir un malade, avec une chose mal saine » (QE, p. 12). L’argumentation de Roquetaillade se développe dans le cadre du galénisme et de la théorie des quatre éléments de la Grèce antique. On lutte contre la dégradation de la vie, par des substances qui vivifient, stimulent. Or toute substance matérielle composée à partir des quatre éléments est « sujette à corruption ». C’est pourquoi les médecins qui se sont aidés de telles choses corruptibles n’ont jamais pu parvenir au secret que nous cherchons.
La trouvaille de Jean de Roquetaillade s’appelle la « Quinte essence » mais il maintient le suspens jusqu’à la page 23 avant de révéler « le secret du magistère de la Quinte essence ». La recette comprend deux étapes :
1. Distiller du vin et redistiller le distillat plusieurs fois pour obtenir de l’eau ardente rectifiée. « Tu prendras du vin qui ne soit point trop clair, ni trop gros, ni terrestre, ni épais: mais qui soit noble, délectable, savoureux, et odoriférant, le meilleur que tu pourras trouver: et le distille par la serpentine ou tuyau tant de fois, que tu fasses la meilleure eau ardente que tu sauras faire: non point par brève distillation, mais par goutte à goutte, tant que trois, ou sept, ou dix fois soit distillée. Et cela est l'eau ardente à laquelle les Philosophes et Médecins de notre temps ne sont parvenus » (QE, p. 23)
2. Passer l’eau de vie dans un appareil de distillation circulaire. « tu feras faire au four des verriers un distillatoire, appelé Circulaire, qui soit de telle façon: Fais faire un vaisseau en la manière d'un Chérubin, qui est la figure de Dieu, et ait six ailes, en la façon de six bras, revenants en lui-même: et dessus une tête ronde, sans point de réceptoire: là ou il y ait un bec au milieu de la tête, tirant en bas. Et mets dessus icelui vaisseau ladite eau ardente, en faisant feu dessous, afin que par les ascensions, et descensions continuelles de ladite eau, par les ailes brachiales, elle puisse tant monter et descendre, de jour et de nuit, qu'elle puisse monter jusques audessus du dit vaisseau, et par la volonté de Dieu soit célestement convertie en la Quinte essence laquelle nous cherchons » (QE p. 24)

Avec l’invention du serpentin au XIIe siècle, il fut désormais possible de distiller efficacement du vin pour produire une substance nouvelle et très paradoxale, l’alcool, appelé à l’époque aqua ardens « eau de feu » (ou eau-de-vie), dont l'étymologie associe deux des quatre éléments traditionnels, l’eau et le feux. Elle est liquide et limpide comme l’eau mais peut brûler comme le feu. Or, en termes de théorie des éléments, l’eau froide et humide s’oppose au feu aux qualités antinomiques, chaud et sec. Roquetaillade va exploiter les propriétés surprenantes de cette nouvelle substance jusque là inconnue, pour lui attribuer un statut hors du commun, dotée de propriétés médicinales prodigieuses avec une aura céleste.
Plusieurs « appareils de distillation circulaire » ont été décrits dans les siècles suivants, nommés par exemple « pélican » par Della Porta (De distillatione libri IX 1608) ou « vaisseaux circulatoires » par Brouaut (Traité de l’eau de Vie, 1646). L’Encyclopédie de Diderot décrit encore ces appareils dans le volume III en 1753, mais Claude Viel indique dans un article de 2009 que le pélican n’était plus guère utilisé au XVIIIe siècle.
On ne voit pas très bien ce que pouvaient faire ces pélicans fermés sur eux-mêmes sauf s’il était possible de récupérer les condensats des vapeurs les plus volatiles dans le vaisseau supérieur.
En tout cas, Jean de Roquetaillade distingue très clairement l’eau ardente de la Quinte essence. Comme le feront aussi les (al)chimistes des siècles suivants. En plusieurs occasions, il indique que l’on doit utiliser de la Quinte essence mais que si on n’en a pas on peut prendre à défaut de l’eau ardente (pages 124, 126 ou 139). Par contre pour traiter la fièvre aiguë, il n’est pas recommandé de prendre de l’eau ardente car celle-ci « monte au cerveau et enivre incontinent » alors que la Quinte essence convient.
En plusieurs passage, il indique que la Quinte essence peut être distinguée de l’eau ardente par ses qualités organoleptiques. Elle se reconnait à la douceur de son odeur « quand tu ouvriras [le vaisseau circulatoire], si tu sens une si merveilleuse odeur, que nulle senteur ny flaireur mondaine ne peut comparer à elle, telle qu’elle semble venue du ciel,& de l’excellence de Dieu » (QE, p. 25-26) alors tu sauras que « la Quinte essence est parfaite ». Elle se reconnaît aussi par son goût plus subtil, elle « n’aura point l’ardeur comme l’eau ardant en ta bouche, ny telle humidité aqueuse & coulante, mais aura un bon flair,& une douce force à merveilles » (QE, p. 26). Enfin, dit-il, si tu ne trouves pas ces qualités, remets là dans le circulatoire et poursuit l’opération « afin que par sublimations circulaires tu parviennes à ce que tu désires ».
Dans la première partie du texte, Roquetaillade s'attarde sur le statut ontologique de la Quinte essence. Selon Aristote, les quatre éléments sont sujets à génération et corruption. Notre corps étant composé des quatre qualités (liées aux quatre éléments), il faut chercher quelque chose qui soit « comme le Ciel vis-à-vis des quatre éléments ». Tout comme le Ciel est incorruptible et immuable, la Quinte essence « n'est point chaude, ni sèche avec le feu: ni humide ni froide avec l'eau: ni chaude ni humide avec l'air: ni froide ni sèche avec la terre: mais cette Quinte essence, valant aux choses contraires, tout ainsi que le Ciel incorruptible: car quand il est de besoin, il épanche de la pluie humide, aucunes fois [parfois] chaude, aucunes fois [parfois] froide, et autres fois sèche » (QE, p. 15). Il avance ensuite des arguments pour chaque thèse; la quinte essence n'a pas les qualités de l'eau car elle peut brûler (s'enflammer), ni les qualités du feu car elle réfrigère les maladies chaudes, etc. Non seulement elle est incorruptible si on la garde dans une fiole bien fermée, mais en plus elle confère l'incorruptibilité à un oiseau ou poisson ou morceau de viande plongé en elle. Le statut de la Quinte essence donné par Roquetaillade ne garantit pas toutefois l'étanchéité entre la sphère céleste et la sphère sublunaire d'Aristote: aussi B. Obrist qualifie la quintessence de « contrepartie terrestre de la matière céleste ».
Enfin la Quinte essence (tirée de l'eau ardente) une fois absorbée par l'homme renforce l'« incorruptibilité et racine de vie en notre corps » (QE, p. 16-17).
La théorie de la quinte essence de Roquetaillade semble formée de l'amalgame de plusieurs concepts (R. Halleux). L'arrière-plan proprement alchimique, étranger à l'alchimie gréco-égyptienne est d'origine orientale (c'est-à-dire chinoise indirectement ou directement, cf. alchimie taoïste). On la trouve clairement exprimée dans le Speculum alchimiae attribué à Roger Bacon et chez Arnaud de Villeneuve. Par contre l'assimilation de cet élixir à l'eau-de-vie (doublement rectifiée) et au cinquième élément d'Aristote paraît être une idée personnelle de Roquetaillade. En effet, avant lui Arnaud de Villeneuve expliquait la distillation du vin par une réduction à la simplicité en le débarrassant des parties terrestres. Robert Grosseteste rapporte que, selon les alchimistes, tous les corps sont composés de quatre éléments et d'une quinta essentia, inaltérable en soi, mais altérable une fois qu'elle est descendue dans les corps inférieurs. Enfin Arnaud de Villeneuve appelle quinta essentia la matière quasi spirituelle de la pierre et en fait un synonyme d'élixir et de pierre philosophique.

#### La Quinte essence tirée de substances végétales ou animales
Au canon III (p. 35), Jean de Roqetaillade étend la notion de Quinte essence aux substances extraites du sang humain, des poulets, des œufs, des fruits, feuilles, herbes et racines. L'expression quintae essentiae rerum omnium « Quinte essence de toute chose » du titre vient de là.
Prenons l'exemple de l'extraction de la Quinte essence du sang humain.
1. « Prends vers les barbiers le sang de tous hommes jeunes, sanguins et cholériques, lequel ils auront tiré de gens qui ont accoutumé de boire bon vin » (QE, p. 35). Laisse reposer et décanter, laisse sécher.
2. Mettre dans une fiole avec un peu de sel, met la à pourrir [fermenter] dans du crottin en décomposition « jusqu'à tant que le sang soit converti en eau »
3. Distille avec un alambic, fais monter tout ce qui pourra monter. Redistille le distillat en le mettant sur ces fèces [résidus] terrestres.
4. « mets ladite eau en un vaisseau circulaire, et la fait tant passer, par continues distillations, jusques elle soit réduite en telle forme, qu'elle ait l'odeur et senteur telle que l'eau ardente dessus dite » (QE, p. 35).

Il y a peu de chances que cette procédure permette d'extraire une substance proche de l'alcool. Si Roquetaillade choisit de traiter le sang humain c'est parce que Roger Bacon au siècle précédent avait recommandé de partir du sang humain, le corps le plus riche en matière première, cette substance à laquelle il faut d'abord réduire ce sur quoi on veut opérer. Il applique ensuite au sang les opérations de fermentation, de distillation dans un alambic puis de distillation circulaire qui avaient donné la sublime Quinte essence avec le raisin (vin).
C'est donc plutôt la similarité expérimentale d'extraction qui apparente la Quinte essence principale (tirée de l'eau ardente ou plus exactement du vin ou du raisin) aux autres Quinte essences tirées des substances organiques végétales ou animales. L'idée de tirer la Quinte essence de toute chose paraît être une innovation de Roquetaillade. Roquetaillade étend peu à peu le concept de Quinte essence tirée d'abord du vin, puis du sang et finalement des plantes médicinales dont les distillats posséderont au centuple les propriétés médicinales des végétaux. La distillation du sang humain avait déjà été tentée par Arnaud de Villeneuve qui en retirait des distillats utilisés dans des remèdes.
Quand Jean de Roquetaillade parle de Quinte essence ou de Notre Quinte essence, il s'agit en général de la Quinte essence tirée de l'eau ardente, sinon il spécifie la Quinte essence du sang humain ou de telle autre substance.

#### La Quinte essence tirée des métaux
La recette de l'extraction de la Quinte essence de l'or se décompose en deux étapes :
1. « Tu réduiras ton or en chaux » (QE, p. 92). Si on met à chauffer dans un creuset de l'or limé, du vif-argent et du vitriol Romain, il se forme un amalgame, nommé « chaux de l'or ».
2. Met la chaux de l'or additionnée de vinaigre distillé dans un vaisseau placé au soleil au fort de l'été. Recueille avec une cuiller la liqueur huileuse montant à la surface, fais sécher et alors « la Quinte essence du vrai or tant seulement te restera »

Jean de Roquetaillade extrait aussi la Quinte essence de l'argent, du plomb, de l'étain, de l'argent vif, du vitriol romain, de la couperose [sulfate], du fer et du cuivre. La parenté des procédures d'extraction repose sur la technique de « distillation », comprise au sens élargi qu'elle avait à l'époque, c'est-à-dire un genre de purification, décantation, séparation produite par une source de chaleur douce (crottin en décomposition, soleil) ou forte (feu), avec divers types d'appareils (alambic, pélican, vase de décantation etc.). Sur le plan chimique, on est alors très loin de l'eau-de-vie.
Il semble donc que Roquetaillade soit parti de la Quinte essence de l'eau ardente en raison de ses propriétés physico-chimiques prodigieuses qui l'apparentaient au cinquième élément du Ciel, puis qu'il l'a élargi peu à peu à la notion de Quinte essence de toutes choses, en supposant que les techniques alchimiques de distillation-purification (utilisées pour le vin) permettaient d'extraire toujours des substances apparentées à la matière « céleste ». De même que la Quinte essence (de l'eau ardente) permet d'« oster les dommages & facheries de vieillesse », de même la Quinte essence des substances médicinales est capable de porter leurs vertus thérapeutiques. « Le tout puissant Dieu du Ciel a donné telle vertu à la Quinte essence, qu'elle puisse tirer de tous fruits, bois, racines, fleurs, herbes, chairs, semences, et épices, et de toute chose médicinale, toutes les vertus et propriétés, natures et effets » (QE, p. 50). C'est cette idée que Hieronymus Brunschwig, un apothicaire alsacien, reprendra en 1500, dans son manuel de distillation (Liber de arte distillandi de simplicibus) où il développera amplement le principe que la distillation est une technique de purification des substances végétales ou animales permettant d'en extraire la partie pure, thérapeutiquement efficace, de la partie impure, toxique.

#### Assemblage de remèdes comportant de la Quinte essence
Jean de Roquetaillade introduit le terme de « notre Ciel » page 15, sans en donner de définition précise mais en s'attardant sur son statut ontologique. On trouve entre la page 15 et la page 93, pas moins de 130 occurrences de « notre Ciel » puis plus rien dans le reste de l'ouvrage. Une analyse textuelle des emplois du terme permet de comprendre que « notre Ciel » désigne un remède constitué d'un assemblage de Quinte essence et de substances médicinales galéniques. Mais la métaphore du Ciel dans la religion catholique et la cosmologie aristotélicienne est trop chargée de significations profondes pour ne pas perturber l'interprétation banale du terme comme simple substance matérielle.
Roquetaillade indique une technique pour fixer l'or dans la Quinte essence soit dans sa phraséologie : « mettre et affiger [fixer] notre Soleil en notre Ciel » (QE, p. 41-44). Il faut commencer par purifier l'or par cémentation, puis le chauffer avec une pelle à braise et le tremper un grand nombre de fois dans l'eau ardente pour en extraire toutes les propriétés. On mêlera ensuite cette eau ardente « solifiée & dorée » à de la Quinte essence. Cette technique est commune en médecine médiévale, puisque Platerius et Arnaud de Villeneuve décrivent la même immersion de lames d'or dans l'eau ou le vin, qui étaient censés extraire les vertus de l'or et fournir l'or potable.
On peut fixer dans notre Ciel non seulement le Soleil, mais toutes les choses terrestres. Après avoir listé les plantes chaudes au premier degré (bourrache, fumeterre, aigremoine) etc.), il indique « Si donc tu veux mêler avec notre Ciel, la Quinte essence d'une des dites choses [chaudes], ou de plusieurs, mets des dites choses en ton Ciel tant que tu voudras, et il attirera à soi dans trois heures la Quinte essence avec toutes ses vertus, et sera fait ton Ciel chaud au premier degré, plus qu'il n'était auparavant. » (QE, p. 52-53). Il semble que l'idée soit que pour tirer les vertus médicinales de la bourrache (contenue dans sa Quinte essence), il faille mettre à macérer la plante dans de la Quinte essence d'eau ardente.
De la page 51 à la page 69, sont listés les noms des plantes selon leur qualité (chaud, froid, sec et humide), leur degré, de 1 à 4 puis des qualités secondes : médecines attractives, purgatives, durcissantes etc. Les simples classées sous chaque rubrique servent à fabriquer des alcoolats.
Déjà Galien aux IIe – IIIe siècles, avait classé les drogues en fonction de leur qualité. Un pharmakon chaud réchauffera le corps et sera approprié pour les maladies résultant d'un excès de froid. Les qualités d'une drogue sont évaluées sur une échelle d'intensité : faible, claire, forte, puissante. Au Xe siècle, Avicenne présente une liste alphabétique de 765 produits pharmaceutiques, qu'il classe en qualités (froid, chaud, sec, humide) et en degré d'intensité (de un à quatre), à partir de la théorie de Galien. Mais R. Halleux a établi que la source véritable de Jean de Roquetaillade est un ouvrage des XIe – XIIe siècles, le  De virtutibus simplicium medicinarum (aussi connu par son incipit « Cogitanti mihi ») qui a été édité parmi les œuvres d'Isaac, mais que les manuscrits mettent au nom de Constantin l'Africain ou du médecin salernitain Jean de Saint Paul, ce qui est l'attribution la plus probable.
Roquetaillade reprend exactement les classifications et donne la liste des plantes des 16 catégories. Ainsi les choses froides au 1er degré sont : raifort, arroches, l’oseille…chair de porc, bœuf, chèvre, et il termine ainsi : « Certainement si tu mets des choses (dessus nommées) dans notre Quinte essence, tu refroidiras notre Ciel au premier degré, et pourras user de ce Ciel en temps d'été » (QE, p. 58)

#### Recettes alchimiques
Les sections suivantes donnent les recettes pour tirer la Quinte essence de métaux, minéraux, sans utilisation de la Quinte essence d’eau ardente.
Jean de Roquetaillade commence par donner des recettes de fabrications alchimiques d’ordre général puis semble s’interrompre brutalement comme s’il faisait face à un danger, en indiquant qu’il lui été révélé en prison de ne pas parler des ouvrages des alchimistes.
Il liste les recettes pour fabriquer divers produits qualifiés de Quinte essence, avec ou sans distillation, ou pour fabriquer des produits alchimiques aux propriétés remarquables (comme être très corrosives), ou des recettes pour effectuer des opérations intéressantes (comme séparer l’or de l’argent amalgamés : p. 109 « La science pour savoir séparer l'or d'avec l'argent, quand ils sont mêlés ensemble »).
Arrivé en pleine alchimie, il interrompt son exposé et termine le livre I par une mise en garde : « l'obéissance des prélats de la sainte église de Dieu, est de faire médecines merveilleuses et souverainement désirées des hommes, lesquelles médecines ne guérissent pas tant seulement notre corps de tous maux, et maladies, mais aussi transmuent les métaux imparfaits en or et en argent en un regard d'œil. Desquelles médecines la vérité du magistère m'est révélée en prison par le vouloir de Dieu, laquelle toutefois je ne déclarerai à tous, car il n'appartient point à ceux de notre religion de parler des ouvrages des Alchimistes » (QE, p. 110). Car la connaissance de la transmutation des métaux peuvent conduire ceux qui si livrent à devenir « falsificateurs des monnaies, et sceaux des prélats et des princes, étant vagabonds, trompeurs, et de mauvaise vie, sans religion » (QE, p. 111).

### Livre II
Le second livre est un traité de pharmacologie alchimique. Il ne s’agit plus de la fabrication de remèdes mais de leurs emplois pour soigner divers troubles de santé ou retrouver la jeunesse. Il donne alors une liste de remèdes à base de Quinte essence, classées par maladies. Sa pathologie est strictement galénique.
Ainsi pour retrouver la première jeunesse, « conserver la vie en joyeuse santé », il préconise : « Tu prendras la Quinte essence de l'eau ardente ratifiée au vaisseau circulatoire jusques elle ait bonne odeur. Dedans laquelle tu mettras la Quinte essence de l'or et des perles » (QE, p. 114). Pour ressusciter les mourants, abandonnés des médecins, on séparera les quatre éléments dans la chélidoine et on mettra l'élément du feu dans la Quinte essence. Le malade « sera tantôt guéri, si Dieu ne commande qu'il meure incontinent » (QE, p. 116). Pour guérir de la lèpre, il recommande la « Quinte essence mêlée avec la Quinte essence de l'or et des perles, [qui] guérit entièrement la ladrerie »
Contre les poux, les démangeaisons, les échauffements de la peau, il recommande l'eau ardente, additionnée de vif-argent et de staphisaigre (une Renonculacées du genre Delphinium), ou herbe aux poux. C'est ainsi qu'il fut guéri en prison par la seule eau ardente : « Il advient un jour que je fus pris des ennemis de Dieu et de vérité, et sans avoir méfait, je fus mis en une prison très obscure, en laquelle je fus atteint de toutes celles passions [souffrances], plus qu'on ne saurait croire: et était mon corps tout corrompu par la malice de la chaleur des prisons et des fers, alors je m'accointai d'un serviteur, auquel je priai qu'il lui plût avoir de l'eau ardente de quelque bon homme saint, ami de Dieu et le mien, ce qu'il fit. Et l'ayant eue, après que je m'en fus lavé seulement une fois, je fus tout soudain, comme miraculeusement, guéri » (QE, p. 130).
L'eau ardente ne peut cependant s'employer pour tous les problèmes de santé. Ainsi : « que l'eau ardente n'est point propice ni convenable pour guérir la fièvre aiguë, pour ce que ladite fièvre se tient en la tête: car ladite eau ardente monte au cerveau, et enivre incontinent. Il est donc nécessaire d'avoir notre Quinte essence, bien ratifiée avec la Quinte essence de l'or et des perles. » (QE, p. 145-146). Ce qui semble indiquer que la Quinte essence de l'eau ardente contient moins d'alcool que l'eau ardente elle-même.
La Quinte essence est aussi une arme efficace contre la peste, ainsi qu'il l'a expliqué dans son Directorium simplicium electorum de 1348. Mais il émet une forte restriction: « ce serait chose fantastique de penser guérir les plaies pestilentielles incurables, quand elles sont envoyées de Dieu ». Hormis les pestes envoyées par Dieu, celles qui surviennent sous l'influence de Saturne, de Mars, de Mercure ou de la Lune se guérissent peuvent être guéries par la Quinte essence augmentée de « Quinte essence du sang humain, et la racine de la buglosse, toute l'herbe de l'oseille, et un peu d'aloès hépatique, euphorbe, hiera picra, et la Quinte essence de la racine de lis, d'or, et des perles... » (QE, p. 153).

## L’apport de l’œuvre à la médecine (al)chimique
La médecine de Jean de Roquetaillade est une médecine médiévale où on n'hésite pas à recourir à l'intervention surnaturelle de Dieu quand on ne dispose pas d'explication naturaliste. Mais cette médecine apporte quelques innovations majeures, comme l'idée que la matière médicale galénique possède en elle-même une substance matérielle susceptible d'être extraite par les moyens de l'alchimie et de porter des vertus thérapeutiques renforcées. Bien sûr, le concept de Quinte essence n'a rien d'un concept scientifique, mais sa présentation était si habilement formulée qu'elle allait séduire des nombreux apothicaires et médecins, qui à partir du XVIe siècle, multiplieront les expériences pour en établir un fondement de plus en plus solide. Cette voie de recherche se révélera particulièrement fructueuse alors que la voie de la chrysopée sera une impasse stérile. Les travaux de la lignée d'apothicaires alchimistes Hieronymus Brunschwig (Liber de arte distillandi de simplicibus), Philipp Ulstad, Paracelse, Andreas Libavius, Jean Béguin (Tyrocinium chymicum), tous influencés par le concept de quintessence de Roquetaillade, déboucheront sur la fondation de la pharmacologie chimique et de la chimie moderne.